# La Bolt
La Bolt és una població dels Estats Units a l'estat de Dakota del Sud. Segons el cens del 2000 tenia 86 habitants.

## Demografia
Segons el cens del 2000, La Bolt tenia 86 habitants, 31 habitatges, i 19 famílies. La densitat de població era de 138,4 habitants per km².
Dels 31 habitatges en un 45,2% hi vivien nens de menys de 18 anys, en un 51,6% hi vivien parelles casades, en un 3,2% dones solteres, i en un 38,7% no eren unitats familiars. En el 38,7% dels habitatges hi vivien persones soles el 22,6% de les quals corresponia a persones de 65 anys o més que vivien soles. El nombre mitjà de persones vivint en cada habitatge era de 2,77 i el nombre mitjà de persones que vivien en cada família era de 3,79.
Per edats la població es repartia de la següent manera: un 38,4% tenia menys de 18 anys, un 5,8% entre 18 i 24, un 30,2% entre 25 i 44, un 12,8% de 45 a 60 i un 12,8% 65 anys o més.
L'edat mediana era de 30 anys. Per cada 100 dones de 18 o més anys hi havia 120,8 homes.
La renda mediana per habitatge era de 41.667 $ i la renda mediana per família de 51.563 $. Els homes tenien una renda mediana de 35.500 $ mentre que les dones 25.313 $. La renda per capita de la població era de 15.382 $. Cap de les famílies i el 4,1% de la població estaven per davall del llindar de pobresa.

## Poblacions més properes
El següent diagrama mostra les poblacions més properes.